# Masada (miniserie televisiva)
Masada è una miniserie televisiva del 1981 originariamente trasmessa dalla ABC; in prima tv italiana andò in onda su Canale 5 per quattro domeniche consecutive alle 20:25 dal 20 marzo al 10 aprile 1983. La fiction è tratta dal romanzo The Antagonists di Ernest K. Gann, pubblicato in lingua italiana da Sperling & Kupfer nel 1983 col titolo Gli eroi di Masada.

## Trama
Palestina I secolo d.C., la prima guerra giudaica sta volgendo al termine. La popolazione israelita è ormai quasi interamente sottomessa alla dominazione romana, solo un gruppo costituito da meno di 700 guerrieri zeloti guidati da Eleazar Ben Yair, rimane irremovibilmente deciso a non cedere all'invasore. Asserragliatisi sulla rocca di Masada essi resisteranno strenuamente per circa tre anni all'assedio dell'esercito avversario, al comando di Cornelio Flavio Silva, fino alla sconfitta definitiva. I Romani riusciranno a entrare nella fortezza nemica, ma qui li attenderà un'incredibile quanto atroce scoperta.

## Produzione
In precedenza sia Joseph Losey che Orson Welles erano sembrati interessati a portare sullo schermo gli avvenimenti di Masada, ma quello più concretamente vicino a realizzare tale trasposizione fu Luchino Visconti: egli compì infatti dei sopralluoghi nei territori che furono teatro della vicenda reale. Purtroppo tale progetto sfumò a causa dei vari conflitti arabo-israeliani, che all'epoca rendevano quelle zone inagibili per le riprese. 
Nel 1971 Joel Oliansky realizzò una sceneggiatura cinematografica dal romanzo The Antagonists di Ernest K. Gann uscito nello stesso anno; il suo adattamento però risultò essere troppo esteso per un film intorno alle 2 ore e mezza standard di durata prevista. Con lo scoppio della guerra del Kippur il tutto fu accantonato. Nel 1978 Brandon Stoddard, vicepresidente della ABC, decise di recuperare il progetto e nominò George Eckstein a capo della produzione, mentre Oliansky fu incaricato di rivedere ed estendere la sua sceneggiatura. Le riprese furono affidate a Boris Sagal, già realizzatore di un precedente lavoro per la ABC: Ike. 
Il regista volle rimanere il più possibile fedele all'opera dello scrittore statunitense; quest'ultimo, nelle note introduttive del suo libro, ne rivendicava l'estrema accuratezza storica del contenuto. Per ottenere estrema veridicità nella ricostruzione, rispetto agli avvenimenti narrati, la produzione scelse quindi di girare esattamente nei luoghi storicamente accertati, in cui avvennero i fatti. Nonostante l'intenzionale fedeltà storica, diverse furono le licenze artistiche degli autori, sia per quanto riguarda le vicende private dei protagonisti quanto per gli avvenimenti narrati. La lavorazione durò circa tre anni per un costo di 25 milioni di dollari e furono impiegate intorno a 5000 comparse. La fortezza fu ricostruita a circa un miglio dai resti di quella originaria, al tempo già divenuta monumento nazionale israeliano. Le riprese furono integrate da quelle effettuate negli studios della Universal situati al nº 100 di Universal City Plaza presso Universal City (California). All'esperto Vittorio Nino Novarese, specializzato in kolossal e peplum, fu affidata la realizzazione dei costumi. Con Masada Peter O'Toole recitò nel suo primo lavoro televisivo, mentre Peter Strauss era al tempo "reduce" da un'altra celebre produzione ABC, ovvero Il ricco e il povero. Gli autori scelsero di porre sullo stesso piano i due personaggi principali, entrambi con pari nobiltà d'animo ed autorevolezza da leader carismatici.
Nell'edizione originale la serie era introdotta e si concludeva con le immagini di alcune reclute israeliane, all'epoca della realizzazione della fiction; esse erano state filmate mentre compivano il loro giuramento, sui resti della fortezza protagonista delle vicende narrate, promettendo solennemente che non sarebbe mai più accaduta un'altra "Masada". Queste immagini, insieme al commento della voce fuori campo che le accompagnava, furono al tempo valutate come eccessivamente propagandistiche, nei confronti dell'Esercito israeliano.